# Nathaniel Kleitman
Nathaniel Kleitman  (n. 26 aprilie 1895, Chișinău, Imperiul Rus, azi în Republica Moldova – d. 13 august 1999, Los Angeles, SUA) a fost un neurofiziolog și psiholog american, evreu originar din Basarabia, considerat părintele somnologiei și oneirologiei (studiul somnului și a fiziologiei viselor), descoperitor împreună cu Eugene Aserinski al stadiului REM al somnului.

## Copilăria și studiile
S-a născut la 26 aprilie 1895 la Chișinău, în Basarabia, pe atunci în Imperiul Rus, ca fiu al lui Suni B(erkovici) Kleitman și al Pesiei, născută Galanter.
Din anii de școală  Nathaniel Kleitman a dovedit înclinații pentru matematică și pentru științele naturii.
In 1912 a emigrat în Palestina, iar în anul următor s-a înscris la facultatea de medicină a Universității americane din Beirut, în Liban, care pe atunci, în timpul dominației otomane, se numea Colegiul
protestant sirian.
În 1914, în urma izbucnirii primului război mondial, ca cetățean rus, a fost internat de autoritățile turcești și a fost nevoit să-și întrerupă  studiile.
În 1915, Kleitman a reușit să se alăture marelui grup de cetățeni ai S.U.A. care fuseseră izolați odată cu el, și, pe bordul unei  nave militare americane să fie evacuat din Rodos în Statele Unite. În portul New York, după ce a plătit o taxă de 25 dolari și s-a angajat să nu mai revină niciodată la Beirut, i s-a permis să rămână în S.U.A., unde a primit cetățenia în anul 1918.
A studiat fiziologia și psihologia la City College din New York unde în 1919 a terminat licența în fiziologie și psihologie. După un an a obținut titlul de master la Universitatea Columbia din  New York, apoi în 1923 a terminat doctoratul în științe PhD la Universitatea Chicago, cu distincția "summa cum laude".

## Activitatea științifică
Din  1925 până   în 1960 Kleitman a lucrat ca cercetător și cadru didactic la catedra de psihologie a Universității din Chicago unde a înființat primul laborator de somn.
Începând din anii 1920 - lea el s-a consacrat cercetărilor de psihofiziologia  somnului, o mare parte din experimente  efectuându-le pe sine însuși, pe soția sa Pauline Schweitzer, pe cele două fetițe ale lor, Esther și Hortense, pe prieteni și cunoscuți.
Kleitman a încercat el însuși o deprivație de somn de 180 de ore, de asemenea a însemnat într-un jurnal perioadele de somn și de veghe ale fetițelor sale, de la naștere și până la vârsta de 18 ani. 
În anul 1938 în scopul cercetării influenței  mediului asupra ritmurilor biologice circadiane, inclusiv al ritmului  temperaturii corpului, împreună cu asistentul său Bruce Richardson, a petrecut 32 zile în izolare completă în condiții de mediu cvasi-constante în Peșterea Mamutului (Mammoth Cave) din statul Kentucky încercând să extindă ritmul diurn de somn -veghe la 28 ore.  
În anul 1939 a publicat lucrarea sa deschizătoare de drum "Somnul și starea de veghe" (Sleep and Wakefulness) (a doua ediție - în 1963), în care a prezentat descoperirea sa cea mai remarcabilă - existența în cursul somnului a  cicluiui de bază repaus - activitate (basic rest - activity  cycle BRAC).  
Această descoperire, confirmată de alți cercetători prin experimente pe oameni și animale, a deschis calea spre studiul ritmurilor biologice ale omului.
În  1948  a continuat acest gen de cercetari ale ritumului  somn -  veghe la bordul submarinului "Dogfish".  
Împreună  cu elevul său, Eugene Aserinsky (1921 - 1998), în 1953 Kleitman a descoperit somnul de tip REM (Rapid eye movement  sleep) (stadiul somnului  cu mișcări rapide ale ochilor sau  somnul paradoxal) și a demonstrat că el este corelat cu visele și cu activitatea creierului. 
Aceasta -în cercetări efectuate mai întâi pe copilul lui Aserinsky, Armand, iar apoi, pe soția și fetițele lui Kleitman.
Ei au demonstrat existența somnului REM și la animale superioare, și de asemenea au remarcat  însoțirea  acestei faze de somn cu tumefierea și erecția penisului.
Împreună cu un alt elev al său, William  Dement, Kleitman a prelucrat datele  analizei polisomnografice a somnului, incluzând  monitorizarea electroencefalografică și actigrafică pe toată durata nopții.
În urma acestor cercetări s-a realizat descrierea minuțioasă a fazelor somnului și înființarea primei clinici de tulburari de somn -care a fost deschisa în 1970 de William Dement la Universitatea Stanford.
În ultimii ani de activitate, Kleitman s-a interesat de însemnătatea ritmurilor   ultradiane în procesul somnului. 
Nathaniel Kleitman a fost profesor emerit de fiziologie la Universitatea Chicago.
Activ din punct de vedere intelectual până în ultimii  ani ai lungii sale vieți, în  anul 1995 el a conferențiat la Nashville  la  congresul stiințific dedicat centenarului  nașterii sale.
A încetat din  viață  la  vârsta  de 104 ani la Los Angeles.

## Legături  externe
- http://rumedic.ru/download/1162298675.somnologija.doc%5Bnefuncțională%5D

Kovalson V.M (Institutul A.N. Severtov pentru problemele  ecologiei
si evolutiei,Moscova) - Un an remarcabil in istoria somnologiei  ruse (la aniversarea  a 160  ani de la nasterea  și  100 ani de la moartea lui M.M.Manasseina -2003 
- http://www.npi.ucla.edu/sleepresearch/Kleitman/Kleitman.htm Arhivat în 8 februarie 2008, la Wayback Machine.

J.M. Siegel, UCLA A Tribute to Nathaniel Kleitman   
1. 1 2  Nathaniel Kleitman, SNAC, accesat în 9 octombrie 2017
2. ↑  Czech National Authority Database, accesat în 8 ianuarie 2023
3. ↑  Genealogia matematicienilor
4. ↑   https://www.nyam.org/fellows-grants/grants-awards/endowed-lectures/thomas-w-salmon-award-and-lecture/ Lipsește sau este vid: |title= (ajutor)